# Nilakanta Sharma
Pour les articles homonymes, voir Sharma.
Nilakanta Sharma (en hindi : नीलकांत शर्मा)  est un joueur de hockey sur gazon indien qui joue comme milieu de terrain pour l'équipe nationale indienne.
Il faisait partie de l'équipe indienne qui a remporté la Coupe du monde masculine de hockey sur gazon des moins de 21 ans 2016.

## Carrière
Originaire de Kontha Ahallup Makha Leikai à Imphal oriental, Nilakanta a commencé à jouer au hockey en 2003. Il a joué pour la Postterior Hockey Academy Manipur jusqu'en 2011, date à laquelle il est passé à la Bhopal Hockey Academy. Il a été sélectionné dans l'équipe nationale junior pour la Sultan of Johor Cup 2014 et repêché par la franchise Dabang Mumbai du championnat indien.